# Hawkeye, Iowa
Hawkeye là một thành phố thuộc quận Fayette, tiểu bang Iowa, Hoa Kỳ. Năm 2010, dân số của thành phố này là 449 người.

## Dân số
Dân số qua các năm:
- Năm 2000: 489 người.
- Năm 2010: 449 người.